# Wilderness Rim (Washington)
Wilderness Rim  est une census-designated place américaine de l'État de Washington dans le comté de King. 
La population était de 1 523 habitants en 2010.